# End of Time
Singles de Beyoncé
Love on Top
(2011) XO
(2013)
End of Time est une chanson de l'artiste américaine Beyoncé, tirée de son album studio de 2011, 4. Initialement intitulée Till the End of Time, une démo de la chanson est divulguée en ligne le 20 mai 2011, ce qui donne à des spéculations qui disent que la chanson pourrait suivre le premier single, Run the World (Girls) qui avait divisé la critique musicale en raison de l'utilisation de l'échantillon de la chanson de Major Lazer Pon de Floor ainsi que l'agressivité qu'utilise Beyoncé pour délivrer les paroles de la chanson. Toutefois, Best Thing I Never Had est finalement choisi pour être le second single de 4. End of Time est écrite par Beyoncé, Terius Nash, Shea Taylor, et Dave Taylor tandis que la production est assurée par la chanteuse, The-Dream, Switch ainsi que Diplo. En février 2012, le site officiel de Beyoncé confirme End of Time comme étant le prochain single de l'album.
Considérée comme une chanson dance uptempo, End of Time montre l'influence de feu Fela Kuti, comme le déclare Beyoncé, dans le sens que la ligne de basse est influencée par le musicien et compositeur multi-instrumentiste. Comprenant des éléments d'Afrobeat, l'instrumentation de la chanson consiste à ensemble de percussion, de batteries et de cors d'harmonie. La grande énergie fournie par ces instruments de musique sont notés par les critiques musicaux comme ayant des similitarités avec quelques chansons de Michael Jackson dont Off the Wall de 1980. End of Time est généralement très bien reçu par la critique musicale qui la désigne comme l'une des meilleures chansons de 4 grâce à la combinaison de son rythme abondant et de ses paroles.
Néanmoins, cette chanson n'est pas l'idée de la diva américaine. L'originale de la chanson "Till End Of Time" est "End Of Time" de XXYYXX. De plus, étonnamment, on remarque une similarité dans refrain qu'un autre morceau du même artiste "About You".

## Genèse

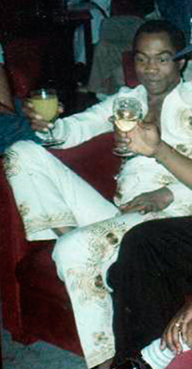
Beyoncé a dit que End of Time est inspiré par Fela Kuti (photo)

End of Time a été écrit par Beyoncé, Terius Nash, Shea Taylor, et Dave Taylor tandis que la production a été gérée par la chanteuse, The-Dream, Switch ainsi que Diplo. La chanson est divulguée initialement comme une démo le 1er mai 2011. Une soirée d'écoute privée pour le quatrième album studio de Beyoncé a eu lieu le 12 mai 2011. À cette occasion, Beyoncé offre à un groupe sélectionné de fans, un aperçu de cinq chansons de son quatrième album studio ainsi que la vidéo officielle du premier single. End of Time est une de ces cinq chansons. Beyoncé explique à la soirée d'écoute que la ligne de basse de la chanson est inspiré par la légende de la musique du Nigéria Fela Kuti. De plus, dans une interview avec Billboard Magazine, Beyoncé parle davantage de Fela Kuti en déclarant qu'elle apprécie son « idée de l'âme et du cœur de sa musique; il est tellement sexy, et a un grand groove où vous vous perdez dedans » et dit que c'est une inspiration majeure sur End of Time avec les batteries et les cors d'harmonie et « comment tout était sur l'unique ».
Le 20 mai 2011, la démo entière de la chanson est divulguée en ligne, filigrané avec le tag « utilisation interne uniquement »,. À ce moment, elle était intitulée, selon la rumeur, Till the End of Time. Plusieurs sites web dont MTV News commence à reporter que la chanson pourrait suivre le premier single, Run the World. Cependant, ces spéculations sont rapidement éclipsées par la sortie du single promotionnel 1+1 exclusivement pour les Américains le 25 mai 2011. Au début juin 2011, Columbia Records reporte que 1+1 ne sera toutefois pas envoyé en radio, et que Best Thing I Never Had est préféré pour être le second single de 4 après Run the World.

## Composition
End of Time est une chanson dance uptempo. La chanson contient également des éléments de funk, d'Afrobeat et de Latin jazz. Son instrumentation consiste à un ensemble de percussion, de batteries abondantes, et de cors d'harmonie staccatos rappelant l'ère B'Day,,. Grâce à ces instruments musicaux, un niveau d'énergie élevée est maintenue pendant toute la chanson. Comme le déclare James Dinh de MTV News, End of Time ressemble à un vieux morceau des Destiny's Child. Charley Rogulewski de AOL Music ajoute que la chanson suit la production de Quincy Jones et de Michael Jackson sur la chanson Off the Wall en 1980 avec des cors comme des battements de jambes au milieu de la chanson. L'appelant comme « plus ressemblant au nouveau son [de Beyoncé] décrit l'année dernière que Run the World (Girls) », Brad Wete de Entertainment Weekly ajoute que End of Time a également quelques vibes du single de Michael Jackson de 1983, Wanna Be Startin' Somethin' dont l'arrangement du rythme est un complexe enchevêtrement de motifs de machine batteries travaillés par la percussionniste Paulinho da Costa et de cors
Lyriquement, End of Time est sur Beyoncé qui en tant que protagoniste qui professe son amour éternel avec férocité et passion,. La chanson commence avec un « rythme de batterie avec un ensemble d'instruments de style tribal, presque militaire » avec Beyoncé qui chante d'une manière presque déformée, avec son chant qui se superpose dessous jusqu'à une « explosion dramatique » après que Beyoncé ait chanté : « Viens prendre ma main / Je ne vais pas te laisser aller /Je vais être ton ami / Je t'aime si profondément /Je vais être le seul à t'embrasser dans la nuit/ Je t'aimerai jusqu'à la fin des temps. »,. Ces paroles d'introduction servent aussi comme les paroles de refrain. Beyoncé continue son appel en convainquant son amant qu'elle sera là tous les soirs quand elle chante « jusqu'à la fin des temps ». Juste avant le pont où Beyoncé chante à pleins poumons sur une séquence de cors avec sa voix qui s'enroule dans un « mode agressif, super-rapide ».

## Réception critique
Appelant End of Time un « hymne de bataille sur la maladie de l'amour »,  Adam Markovitz de Entertainment Weekly complimente la chanson en écrivant que c'est « exactement le genre de risque non conformiste que peu d'autres stars actuelles de la pop serait même tenter, encore moins le réussier parfaitement avec un haussement d'épaules et pas grand chose ». Charley Rogulewski de AOL Music ajoute que End of Time reprend l'atmosphère post-apocalyptique de Run the World (Girls) mais avec plus d'originalité et « une prestation à deux visages; un ensemble d'instruments impétueux et inspiré par l'univers militaire est couplée avec des paroles douces ». James Dinh de MTV News donne également à End of Time un avis positif en disant que la chanson a la « puissance de professer son amour éternel ». Il loue aussi Beyoncé pour avoir gardé le « haut niveau d'énergie » et compare la chanson à celles qu'elle produisait avec les Destiny's Child. Amy Sciarretto de PopCrush appelle Beyoncé une « femme avec un cul de malade, quand elle explore sans crainte de nouveaux terrains musicaux sur cette piste ». Elle dit que la chanteuse est « plus audacieuse et encore plus courageux » sur la chanson quand elle prend des influences de l'écorchure de la musique du monde. Elle a même poursuivi en saluant la voix de l'artiste, la qualifiant de la « plus agressive que nous avons jamais entendu » et dit que la chanson est « le pouvoir des filles à son meilleur [sic] » Craig Jenkins de Prefix Magazine appelle End of Time le point culminant de l'album.
Erika Ramirez du magazine Billboard nomme la chanson comme « addictive » et ajoute qu'elle « frappe fort en sautant avec l'orchestration ». Ryan Dombal de Pitchfork écrit que End of Time est peut-être la déclaration de codépendance la plus stridente de 4 et ajoute que ça sonne comme « En Vogue remixé par un groupe dynamique de lycée, la chanson a Beyoncé trouvant la force de deux quand elle chante, « Je veux juste être avec toi/ Je veux juste vivre pour toi / Je ne vais jamais te laisser aller ! » ». Le journaliste de Rolling Stone Jody Rosen salue la chanson pour être l'un des morceaux les plus aventureux de 4. Claire Suddath de Time Magazine commente que la chanson « est juste en train d'être hurler et repris par un groupe a cappella d'un lycée sérieux et postée sur YouTube ». Ceci est en quelque sorte repris par Chris Coplan de Consequence of Sound qui écrit que « [...] Beyoncé fait aussi de la place sur l'album pour plus de pistes grandioses qui sonnerait à la maison dans les comédies musicales de Broadway, comme l'ensemble d'instruments alimentés en funk
/opéra dans la ballade de l'espace End of Time ». Ricky Schweitzer de One Thirty BPM note que End of Time revisite « le genre de territoire du pouvoir des filles » que Beyoncé trouvait plus souvent avec Destiny’s Child. Il a cependant ajouté que cette fois-ci, la chanson « est plus nette, plus étroitement serré, et en pleine confiance qui semble naturel d'une façon que Beyoncé n'a jamais présenté avant ».

## Ventes
Sans être sorti en single, End of Time débute à la 62e place du UK Singles Chart, et à la 20e position du UK R&B Chart le 4 juillet 2011. Ce début est possible grâce aux 4 488 exemplaires numériques vendus par la chanson durant la semaine où 4 est sorti. En vendant 18 222 téléchargements, la chanson entre à la 26e place du South Korea Gaon International Singles Chart dans la semaine du 25 juin au 2 juillet 2011. End of Time se classe à la 13e position du  Billboard Bubbling Under Hot 100 américain dans la semaine se finissant le 16 juillet 2011.

## Performances lives

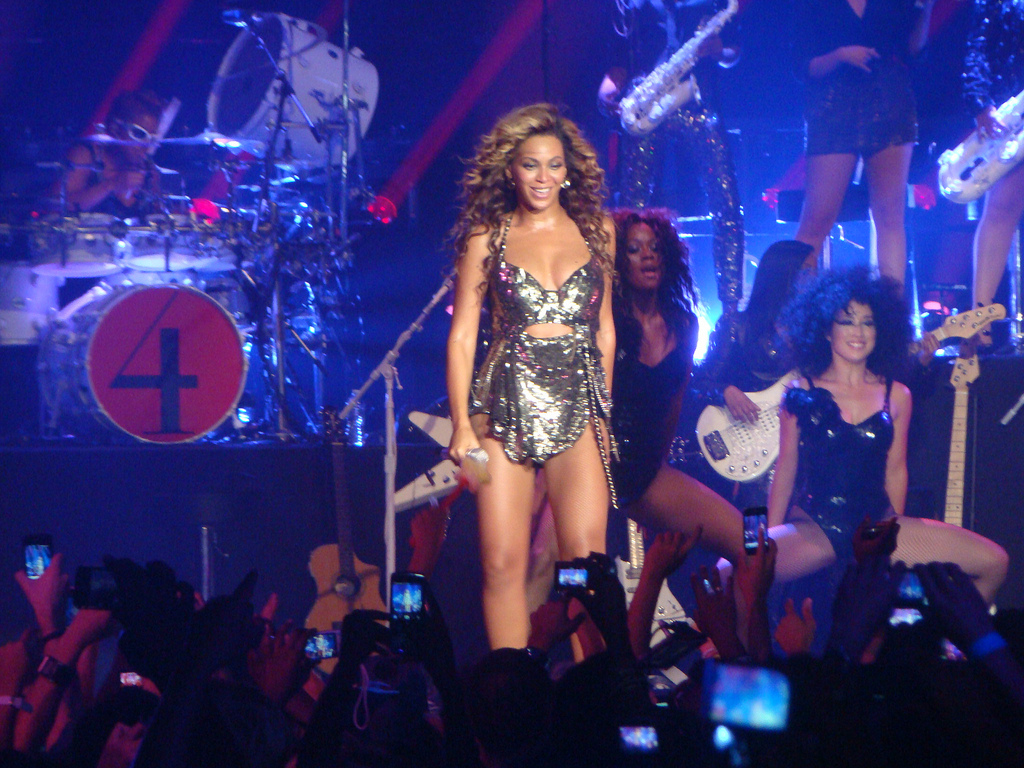
Beyoncé en live lors de son concert à New York en août 2010.

End of Time est interprétée pour la première fois par Beyoncé dans une robe rose à frange lors d'un concert au Palais Nikaïa de Nice en France, le 20 juin 2011 pour soutenir son alors album à venir 4. La chanson fait également partie de sa programmation pour sa performance au Glastonbury Festival 2011 le 26 juin 2011. Portant une veste décolletée avec des paillettes d'or, elle chante la chanson en direct devant plus de 175 000 fans. La performance pré-enregistrée est diffusée lors des BET Awards 2011 aux États-Unis plus tard dans la même journée.

## Classement
| Classement (2011)                             | Meilleure position |
| --------------------------------------------- | ------------------ |
| Corée du Sud (International)                  | 26                 |
| Royaume-Uni (R'n'B)                           | 13                 |
| Royaume-Uni                                   | 39                 |
| États-Unis (Billboard Bubbling Under Hot 100) | 13                 |
| États-Unis (Billboard Hot Dance Club Songs)   | 33                 |